# Anaktoron di Pantalica
(Paolo Orsi)
L'Anaktoron di Pantalica è un edificio megalitico rinvenuto sull'acropoli di Pantalica, nel territorio di Sortino, comune italiano della provincia di Siracusa in Sicilia.

## Descrizione
Sull'altopiano di Pantalica rimangono quasi esclusivamente i ruderi dell'anaktoron, un edificio megalitico di grossi blocchi di 37,5x11,5m, con diverse stanze rettangolari, evidente imitazione dei palazzi micenei. Secondo questa tesi il principe locale (Wanax) proprio come quelli micenei comandava sulla popolazione locale. Esso appartiene alla prima epoca di Pantalica (XII-XI secolo a.C.) e ne rimangono soltanto i blocchi di fondazione. A tal proposito Paolo Orsi scrive: 
 egli quindi sostiene, assieme a diversi studiosi, il legame con le maestranze micenee che potrebbero aver favorito la costruzione dell'edificio anche in virtù di un già presente commercio tra le due sponde del mediterraneo. Ma non solo, è ben evidente che i siculi non fossero abili costruttori di edifici in pietra, poiché essi risiedevano in capanne fatte in materiale deperibile. Questa anomalia fu subito riscontrata da Orsi che ipotizzò l'utilizzo di maestranze esterne, in grado di eseguire lavori altrimenti non attuabili.
(Paolo Orsi)
L'edificio fu modificato e riutilizzato in epoca bizantina dopo un precedente abbandono. Vennero eseguite delle modifiche come il rinforzo con calce del muro perimetrale e la creazione di un pavimento in cemento. Il suo definitivo abbandono è avvenuto a causa di un incendio, forse dovuto dall'arrivo degli arabi.
All'interno sono state rinvenute diverse armi in bronzo e una fonderia, che fanno supporre un'ipotetica privilegio di fusione da parte del principe ivi residente. Bisogna tuttavia aggiungere che le porte dell'edificio avevano l'apertura verso l'esterno, il che fa supporre anche la funzione non residenziale del palazzo ma di possibile deposito o forziere.